# Cuevas de Don Gaspar
Las cuevas de Don Gaspar son un importante yacimiento arqueológico de la cultura guanche ubicado en el norte de la isla de Tenerife —Islas Canarias, España—.

## Descripción
Se encuentra en el municipio de Icod de los Vinos y está formado por una serie de cuevas naturales que forman un complejo interrelacionado. Incluye la Cueva de Don Gaspar propiamente dicha, la Cueva de Las Palomas y otras tres cuevas próximas.
En la Cueva de Don Gaspar hay tres niveles de ocupación, el más antiguo ofreció una cronología del siglo iii d. C., mientras que en Las Palomas un único nivel de ocupación ha aportado una cronología más antigua aún: siglo iii a. C.
Las cuevas son sin embargo célebres por el hallazgo de restos vegetales en forma de semillas carbonizadas de trigo, cebada y habas. Este hallazgo permite constatar la práctica de la agricultura en la isla de Tenerife en tiempos de los guanches.
Las Cuevas de Don Gaspar fueron declaradas como Bien de Interés Cultural en la categoría de Zona Arqueológica por el Gobierno de Canarias en el año 2006.